# Cephalaria balkharica
Cephalaria balkharica är en tvåhjärtbladig växtart som beskrevs av E. Busch. Cephalaria balkharica ingår i släktet jätteväddar, och familjen Dipsacaceae. Inga underarter finns listade i Catalogue of Life.